# Fanta Traoré
Pour les articles homonymes, voir Traoré.
Fanta Traoré, née le 4 mai 2001 à Bamako, est une taekwondoïste malienne.

## Carrière
Fanta Traoré est formée au Sega club de taekwondo de Bozola.
Elle participe aux Jeux olympiques de la jeunesse de 2018 à Buenos Aires où elle est le porte-drapeau de la délégation malienne lors de la cérémonie d'ouverture.
Elle est médaillée de bronze dans la catégorie des moins de 67 kg aux Jeux africains de 2023 à Accra.